# 藤野陽三
藤野 陽三（ふじの ようぞう、1949年9月27日 - ）は、日本の工学者。専門は、橋梁（特に長大橋）の風や地震による振動に対する制御、モニタリング。横浜国立大学先端科学高等研究院上席特別教授、東京大学名誉教授。Ph.D.、土木学会認定特別上級土木技術者（設計）。

## 略歴
東京都豊島区生まれ。武蔵中学校・高等学校を経て、1972年に東京大学工学部を卒業。カナダのウォータールー大学留学後、東京大学地震研究所（助手）・筑波大学構造工学系（助手・講師）、東京大学工学部助教授を経て、1990年7月に東京大学工学部教授に就任。2013年6月に同名誉教授。
2014年4月から横浜国立大学に勤務し、同10月、同大先端科学高等研究院に所属。上席特別教授を務める。
2020年4月より城西大学の学長に就任。

## 編著書

### 和文
- 『アーバンストックの持続再生』技報堂、2007年（編著）
- 『海外インフラの整備プロジェクトの形成』鹿島出版会、2010年（共著）
- 『橋の構造と建設がわかる本』ナツメ社、2012年（監修）
- 『地盤工学とリスク共生』鹿島出版会、2016年（藤野、曽我編著）

### 英文
- "Recent developments of cable-supported bridges"Elsevier, 1991年（編集）
- "Management of Urban Stock" Springer、2008年（編著）
- "Encyclopedia of Structural Health Monitoring"(Vol.1-5) Wiley、2009年（編著）
- "Wind resistant design of bridges –Developments and practice in Japan" Springer、2012年（共著）

## 賞歴

### 日本
- 土木学会
  - 論文奨励賞、田中賞（9回）、論文賞（2回）
  - 国際貢献賞：2013年
- 紫綬褒章：2007年[4]
- 日本風工学会功績賞：2015年
- 服部報公会 報公賞：2015年
- 伊藤學賞：2018年[5]
- 日本学士院賞：2019年

### 海外
- アメリカ土木学会Raymond C. Reese Research Prize(2007),
- アメリカ土木学会 R. H. Scanlan Medal (2011)
- 世界橋梁管理学会(IABMAS) T. Y. Lin Medal (2012)
- 東アジア構造工学会議(EASEC) Nishino Medal (2013)
- 国際構造工学会最優秀論文賞(IABSE Award)(2014)
- アメリカ土木学会 George Winter Medal (2015)
- 国際構造工学会名誉会員（2016） ほか